# 奇里韦尔
奇里韦尔，是西班牙安达卢西亚自治区阿尔梅里亚省的一个市镇。 总面积197km2, 总人口1782人（2001年），人口密度9人/km2。